# Carcere di Huntsville

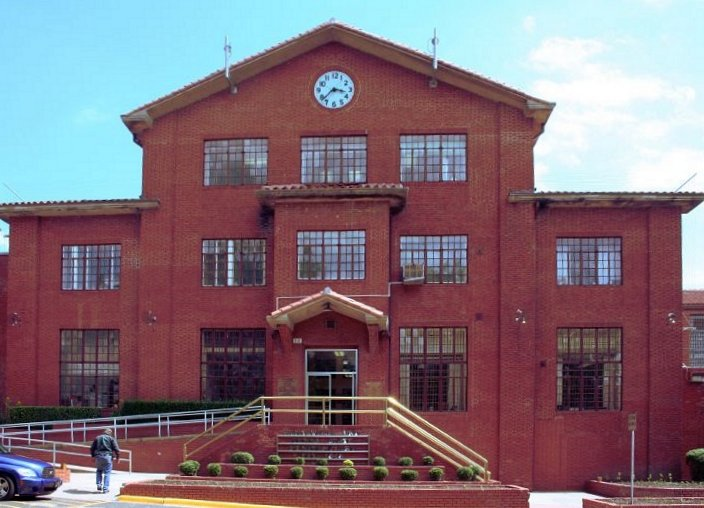
Huntsville Unit

Il carcere di Huntsville (in inglese ufficialmente Texas State Penitentiary at Huntsville, o anche Huntsville Unit o HV) è una prigione statunitense della Texas Department of Criminal Justice ad Huntsville, in Texas. Aperta nel 1849, è la più antica prigione texana ed è nota per essere sede delle esecuzioni capitali dei detenuti condannati per omicidio. Può ospitare 1705 detenuti.

## Nei media
Il carcere è una delle ambientazione del film The Life of David Gale di Alan Parker, interpretato da Kevin Spacey.